# Can Vinyes (Manresa)
Can Vinyes és una masia del municipi de Manresa (Bages) protegida com a bé cultural d'interès local, inclosa en el Catàleg i Pla Especial de Protecció del Patrimoni Històric-Arquitectònic i Ambiental de Manresa.
Situat en el sector de la Talaia, és coneguda també com a Mas o Torre d'en Vinyes. És un dels masos aixecats o transformats a principis del segle XX (1902), d'arquitectura rural de caràcter residencial.
Va ser construïda per la família Viñas que va emparentar-se més endavant amb la família Arderiu de Manresa.
L'any 2000 l'edifici va ser adquirit pels seus actuals propietaris que la van dur a terme la seva restauració

## Descripció
Edifici de planta quadrada, que consta de planta baixa i dos pisos, de composició unitària i simètrica.
Cobert a quatre aigües, amb una llanterna al carener, de secció quadrada i amb coberta a quatre vessants. Teula àrab. Façanes planes, amb predomini del buit sobre el ple, i amb una distribució simètrica de les obertures. Aquestes presenten com a únic element decoratiu el motlluratge de les llindes als extrems.
Està envoltada per jardins, horts, bancals d'oliveres, galliners d'època i fins i tot un probable refugi antiaeri de la guerra civil espanyola.